# Tagora nigriceps
Tagora nigriceps är en fjärilsart som beskrevs av George Francis Hampson 1893. Tagora nigriceps ingår i släktet Tagora och familjen Eupterotidae. Inga underarter finns listade i Catalogue of Life.